# Spiegelglashütte auf dem Grünen Plan

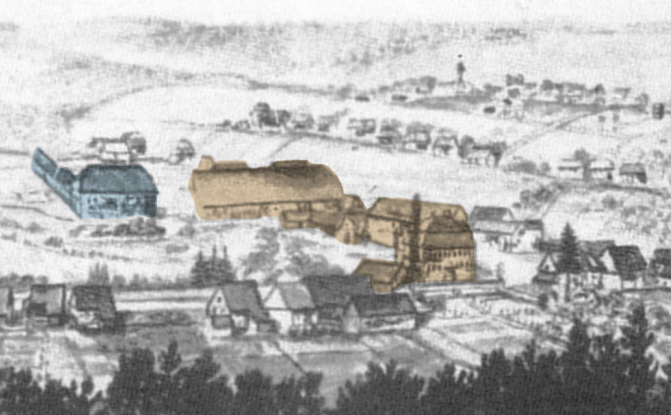
Die Grünenplaner Glashütte (braun) um 1860 mit dem Herrenhaus (blau) und der Arbeitersiedlung auf dem Holzberg, rechts

Die Spiegelglashütte auf dem Grünen Plan war eine 1744 gegründete Glashütte im Hils, deren Arbeitersiedlung sich zum Ort Grünenplan entwickelte. Aus der Spiegelglashütte ging mit der Deutschen Spiegelglas AG von 1871 (heute Schott AG) das älteste Werk der glaserzeugenden Industrie in Niedersachsen hervor. 

## Geschichte

### Gründung
Die Glashütte ließ der Braunschweiger Herzog Karl I., Fürst von Wolfenbüttel, als Fürstliche Spiegelglashütte auf dem Grünen Plan errichten. In einigen Quellen wird sie als Herzogliche Spiegelmanufaktur am Grünen Platz bezeichnet. Die Gründung der Manufaktur erfolgte im Zuge der kameralistischen Wirtschafts- sowie Bevölkerungspolitik des Herzogs und wurde zu seinem Prestigeprojekt. Sie entstand im dünn besiedelten und mittelgebirgsartigen braunschweigischen Weserdistrikt am Rande des Fürstentums Wolfenbüttel. Nahezu zeitgleich entstanden mit der Glasmanufaktur Schorborn eine Glashütte für Hohl- und Tafelglas am Solling und mit der Glasmanufaktur Holzen eine Glashütte für Flaschen in Holzen am Hils. Vorläufer dieser Glashütten waren Waldglashütten im Hils, die nach Erschöpfung der Holzvorräte verlagert wurden. Beispiele sind die Waldglashütte unter dem Hilsborn und die Waldglashütte am Glasebach.
Die Spiegelglashütte diente der Produktion des damaligen Luxusgutes Spiegelglas, aus dem Spiegel hergestellt wurden, die in den Export gingen. Durch die noch in den Anfängen steckende Gieß- und Walztechnik konnten bereits großflächige Spiegel von 3 × 1,5 Meter produziert werden. Standortvorteile der Glashütte waren neben Quarzsand- und Wasservorkommen vor allem die reichen Holzvorräte in den landesherrlichen Forsten des Hils, die als Brennmaterial notwendig waren. Zwar gab es im Hils eine mehrere Jahrhunderte andauernde Glasmachertradition durch Waldglashütten, der jedoch Kenntnisse zur Herstellung von exportfähigen Produkten fehlte. Daher wurden für die Spiegelglashütte Glasmacher aus anderen Regionen, wie Böhmen, angeworben.
Die Gründung der Spiegelglashütte vollzog der herzogliche Forst- und Oberjägermeister Johann Georg von Langen. Unter seiner Leitung wurde ab 1749 für die Beschäftigten eine Arbeitersiedlung planmäßig angelegt. Sie trug den Namen Holzbergsiedlung und wurde auch als „Neuer Anbau am Grünen Plan“ bezeichnet. 1750 erklärte Johann Georg von Langen seinem Herzog gegenüber:
Eure Herzogliche Durchlaucht bekommen einen neuen mit lauter geschickten Künstlern und Handwerckern bewohnten Orth, die sich ihrer Hände Arbeit nähren und dem Lande das Glück bauen helfen.
Die Hütte entstand im Bereich einer Vorgängeranlage, die 1670 als erste ortsfeste Glashütte in der Gegend entstanden war. Die Bezeichnung auf dem grünen Plan beruht auf dem Standort der Hütte auf einer gleichnamigen Waldwiese. Sie war inmitten des bewaldeten Hils im 17. Jahrhundert durch Abholzungen entstanden, um einer anderen Glashütte Brennmaterial zu liefern.

### Verpachtung

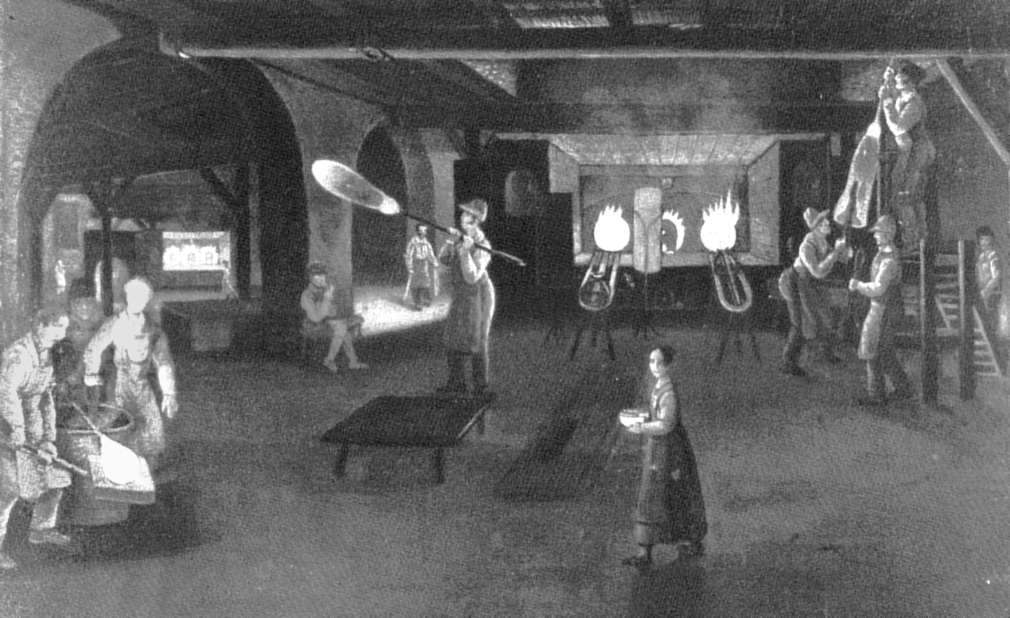
Tafelglasmacher in der Grünenplaner Glashütte um 1840

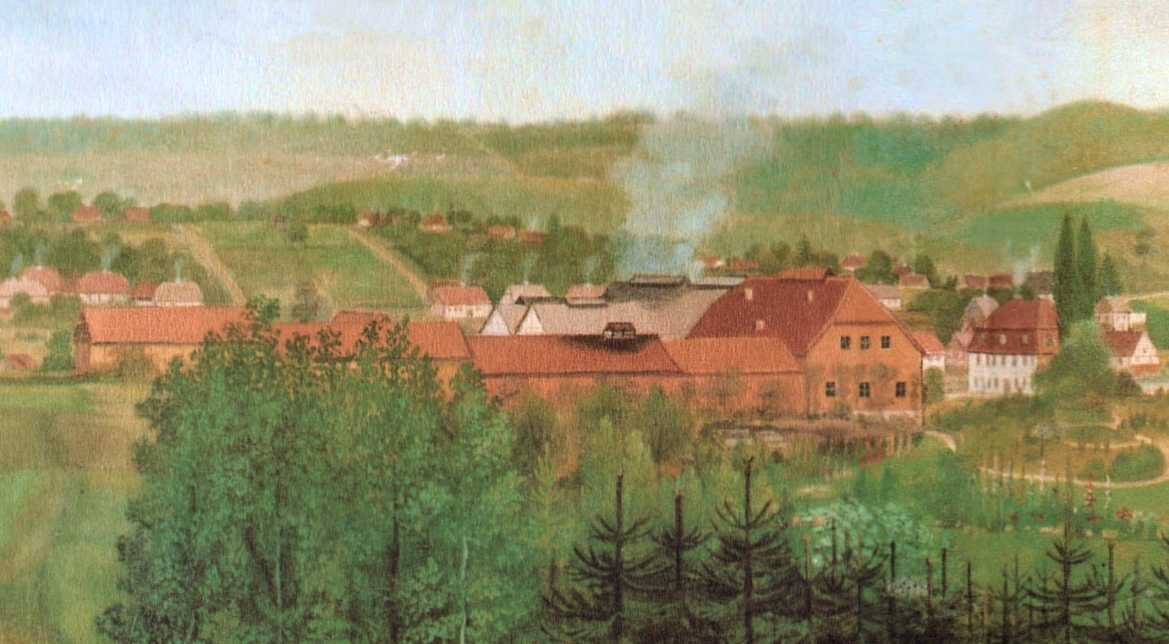
Die Grünenplaner Glashütte mit rauchendem Schornstein hinter dem Herrenhaus, um 1850

Der Betrieb war staatlicherseits planmäßig aufgebaut und arbeitete zunächst unrentabel. Anfang der 1770er Jahre verpachtete das Herzogtum Braunschweig die Spiegelglashütte auf dem Grünen Plan an den hannoverschen Kaufmann Amelung. 1785 hatte die Hütte 107 Arbeiter. Als der Pächter in finanzielle Schwierigkeiten kam, wurde das Pachtverhältnis 1789 beendet. Neuer Pächter wurde 1792 der Betreiber der konkurrierenden Spiegelglashütte Amelith, die sich auf hannoverschem Gebiet bei Bodenfelde befand. Er demontierte die Grünenplaner Hütte als ehemaligen Konkurrenzbetrieb, so dass sie in eine wirtschaftliche Krise kam. Nachdem das Herzogtum Braunschweig dem Pächter im Jahr 1800 vorzeitig gekündigt hatte, begann 1803 der Kaufmann Johannes Bippart als neuer Pächter eine langfristige Sanierung des Betriebs. Er leitete bereits die Spiegelglashütte Amelith. 1825 übertrug Bippart die Leitung der Glashütte seinem Schwiegersohn Friedrich Carl Ludwig Koch (1799–1852), der bis dahin als Hüttenschreiber in Clausthal im hannoverschen Staatsdienst stand.

### Privatisierung
Zu Beginn des 19. Jahrhunderts erfuhr die Hütte einen stetigen Aufschwung. Dies war bedingt durch den Auslandsabsatz und den Produktwechsel auf geblasenes Fenster- und Spiegelglas. 1830 privatisierte der Braunschweigische Staat die einstige herzogliche Spiegelmanufaktur und veräußerte sie an die beiden bisherigen Betreiber Friedrich Carl Ludwig Koch und Johannes Bippart. Nach dem Tod von Bippart wurde Koch Alleinerbe des Betriebs und führte ihn bis zu seinem Tod 1852. Sein zu diesem Zeitpunkt 16-jähriger Sohn Friedrich Koch übernahm die Glashütte 1859 nach Abschluss des Studiums. Später war an der Glashütte sein Bruder Ferdinand Koch beteiligt, so dass das Unternehmen die Bezeichnung Gebrüder Koch'sche Glasfabrik trug.
Mitte des 19. Jahrhunderts gingen rund 50 Prozent der Produktion in den Export nach Amerika. Ab 1861 erlangte die Glashütte zunehmende Bedeutung durch die Herstellung von Brillenglas.

### Gründerzeit

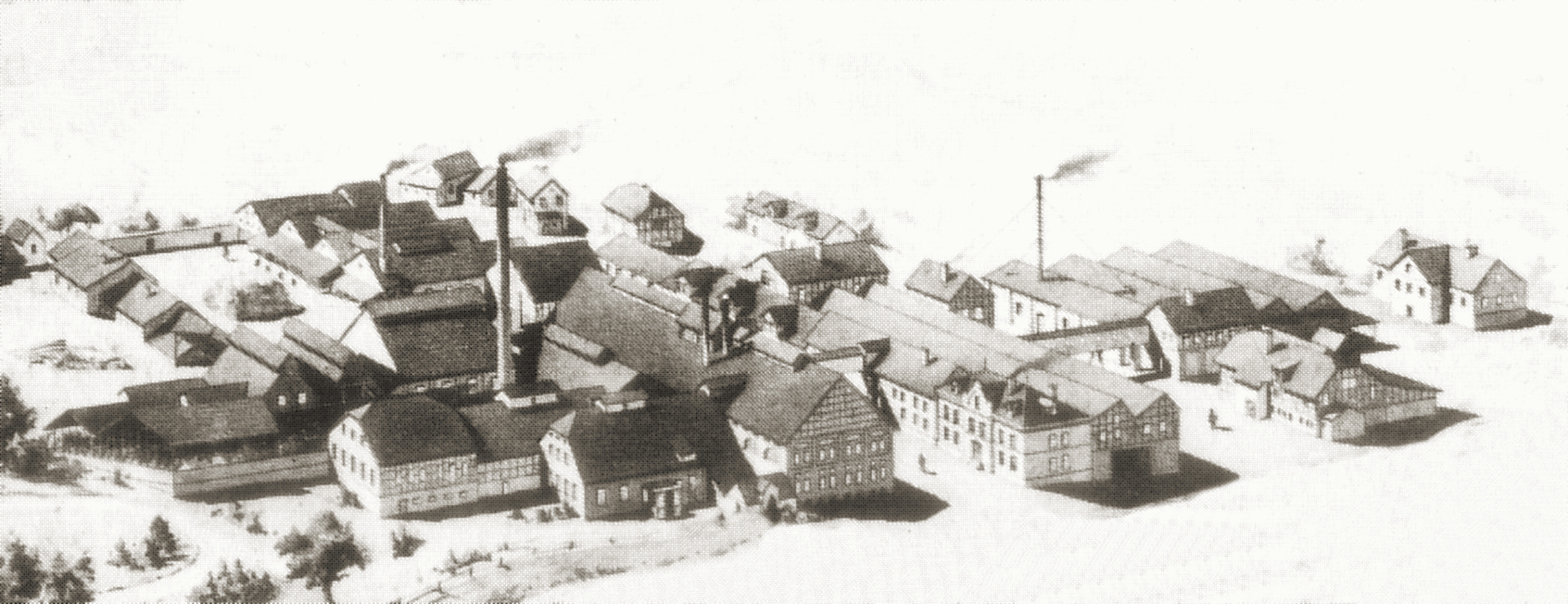
Das Werk Grünenplan der Deutschen Spiegelglas AG um 1900

In den 1860er Jahren fasste Friedrich Koch als Miteigentümer der Gebrüder Koch'schen Glasfabrik den Entschluss, Flachglas als gegossenes Spiegelglas herzustellen. Nach dem Produkt bestand durch die Bautätigkeiten in den expandierenden Städten zu Beginn der Gründerzeit starke Nachfrage. Da sein Kapital für den Aufbau einer Gussglasfabrik nicht ausreichte, gründete Friedrich Koch 1871 in Berlin die Deutsche Spiegelglas AG als Aktiengesellschaft, in der die Gebrüder Koch'schen Glasfabrik in Grünenplan aufging. Während in Freden (Leine) eine Gussglasfabrik zur industriellen Glasherstellung errichtet wurde, blieb das Werk in Grünenplan als wichtiges Standbein für optisches und Spezialglas bestehen.

### 20. Jahrhundert
Infolge der bereits seit 1930 bestehenden Aktienmehrheit der Schott AG gehört die Glashütte in Grünenplan heute zum Schott-Konzern. Sie ist der bedeutendste Arbeitgeber in der Region. Im Jahr 1965 waren bei der Glashütte über 1500 Mitarbeiter beschäftigt, während die Gemeinde Grünenplan 3200 Einwohner verzeichnete. Im Jahr 2008 gehörte von den etwa 2600 Einwohnern mit 870 Arbeitskräften fast ein Drittel zur Glashütte.  
Die Glashütte in Grünenplan ist eines der wenigen nicht stillgelegten Großunternehmen im Raum Delligsen. Obwohl sie sich seit den Anfängen in einer verkehrstechnisch ungünstigen Lage befand, gelang es ihr, ein bis heute erfolgreiches Unternehmen zu werden. Anfangs war dies durch die Rohstoffnähe von Holz, Wasser und Quarzsand bedingt. Später sorgte die Spezialisierung auf optisches Glas und hochwertige Glasprodukte für den Unternehmenserfolg.
Heute (2017) hat das Werk als Kompetenzzentrum für die Dünnglas-Fertigung 450 Mitarbeiter.

### Historische Kulturlandschaft
Die Glashütte in Grünenplan liegt innerhalb der 48 km² großen historischen Kulturlandschaft Protoindustrielandschaft Hilsmulde, die von landesweiter Bedeutung ist. Diese Zuordnung zu den Kulturlandschaften in Niedersachsen hat der Niedersächsische Landesbetrieb für Wasserwirtschaft, Küsten- und Naturschutz (NLWKN) 2018 getroffen. Ein besonderer, rechtlich verbindlicher Schutzstatus ist mit der Klassifizierung nicht verbunden.